# Gashnīān
Gashnīān (persiska: گشنيان, گِشنيان, گِشنِيان, گِشنيّان) är en ort i Iran.   Den ligger i provinsen Mazandaran, i den norra delen av landet, 140 km öster om huvudstaden Teheran. Gashnīān ligger 341 meter över havet och antalet invånare är 110.
Terrängen runt Gashnīān är kuperad norrut, men söderut är den bergig. Gashnīān ligger nere i en dal. Runt Gashnīān är det ganska glesbefolkat, med 34 invånare per kvadratkilometer. Närmaste större samhälle är Kārī Kolā, 6,4 km nordväst om Gashnīān. I omgivningarna runt Gashnīān växer i huvudsak blandskog.